# Elfers (Florida)
Elfers ist  ein census-designated place (CDP) im Pasco County im US-Bundesstaat Florida. Das U.S. Census Bureau hat bei der Volkszählung 2020 eine Einwohnerzahl von 14.573 ermittelt. 

## Geographie
Elfers liegt rund 60 km südwestlich von Dade City sowie etwa 45 km nordwestlich von Tampa. In dem CDP mündet die Florida State Road 54 in den U.S. Highway 19.

## Demographische Daten
Laut der Volkszählung 2010 verteilten sich die damaligen 13.986 Einwohner auf 6813 Haushalte. Die Bevölkerungsdichte lag bei 1536,9 Einw./km². 89,3 % der Bevölkerung bezeichneten sich als Weiße, 3,1 % als Afroamerikaner, 0,4 % als Indianer und 2,0 % als Asian Americans. 2,8 % gaben die Angehörigkeit zu einer anderen Ethnie und 2,4 % zu mehreren Ethnien an. 11,2 % der Bevölkerung bestand aus Hispanics oder Latinos.
Im Jahr 2010 lebten in 30,5 % aller Haushalte Kinder unter 18 Jahren sowie 33,6 % aller Haushalte Personen mit mindestens 65 Jahren. 62,0 % der Haushalte waren Familienhaushalte (bestehend aus verheirateten Paaren mit oder ohne Nachkommen bzw. einem Elternteil mit Nachkomme). Die durchschnittliche Größe eines Haushalts lag bei 2,40 Personen und die durchschnittliche Familiengröße bei 2,94 Personen.
24,1 % der Bevölkerung waren jünger als 20 Jahre, 23,8 % waren 20 bis 39 Jahre alt, 26,7 % waren 40 bis 59 Jahre alt und 25,3 % waren mindestens 60 Jahre alt. Das mittlere Alter betrug 41 Jahre. 47,9 % der Bevölkerung waren männlich und 52,1 % weiblich.
Das durchschnittliche Jahreseinkommen lag bei 32.743 $, dabei lebten 22,1 % der Bevölkerung unter der Armutsgrenze.
Im Jahr 2000 war englisch die Muttersprache von 91,08 % der Bevölkerung, spanisch sprachen 4,83 % und 4,09 % hatten eine andere Muttersprache.

## Sehenswürdigkeiten
Am 14. Februar 1997 wurde das Samuel Baker House in das National Register of Historic Places eingetragen.